# Corte (Calolziocorte)
Corte (Córt in dialetto bergamasco, Cùrt in dialetto lecchese) è una frazione del comune lombardo di Calolziocorte.

## Storia
La località è un piccolo villaggio agricolo di antica origine, terra di confine tra il territorio lecchese di proprietà milanese e quello bergamasco sotto controllo veneto, tanto da essere stata legata per secoli sia amministrativamente al capoluogo orobico che ecclesiasticamente a quello meneghino.
Corte fu degradata a frazione di Calolzio su ordine di Napoleone, ma gli austriaci annullarono la decisione al loro arrivo nel 1815 con il Regno Lombardo-Veneto.
Dopo l'unità d'Italia il paese crebbe da mille a duemila abitanti. Fu il fascismo a decidere la soppressione del comune riunendolo a Calolzio.